# Sultans of Swing
Sultans of Swing è il singolo di debutto dei Dire Straits, pubblicato il maggio 1978 dalla Vertigo Records.

## Descrizione
Sultan of Swing venne scritto dal chitarrista e cantante Mark Knopfler. La traccia si caratterizza per gli assoli della chitarra di Knopfler (particolarmente celebre e lungo quello conclusivo), che contrastano in qualche modo con l'andamento ripetitivo della traccia. La classica risposta della chitarra alla voce (fill) è una peculiarità di Knopfler, così come le timbriche pulite.
Sultan of Swing narra la storia di un omonimo gruppo musicale jazz composto da impiegati londinesi che pensano solo alla loro musica e che non prova alcuna ambizione a diventare celebre (si esibiscono sempre in un piccolo club di Londra). Il testo dipinge varie scene che si possono vedere nel locale: due componenti del gruppo impegnati a suonare, dei ragazzi vestiti alla moda che non sono assolutamente interessati alla musica e l'uomo che, alla fine della serata, congeda il pubblico.
Dopo la sua pubblicazione, Sultan of Swing fu apprezzata dalla critica e divenne una delle canzoni più note della formazione britannica.

### Eastbound Train
Il lato B del relativo singolo su 45 giri è occupata da Eastbound Train, traccia firmata da Mark Knopfler che si configura come un vivace boogie sostenuto da fraseggi chitarristici. Il testo di Eastbound Train narra una vicenda ambientata sullo sfondo della metropolitana di Londra: il narratore,  rimasto colpito da una donna incontrata alla stazione di King's Cross, manifesta il desiderio di incontrarla nuovamente.
Sebbene sia stata una delle prime canzoni di cui i Dire Straits registrarono un nastro dimostrativo nel 1977, Eastbound Train non è mai stata inserita in un album del gruppo. La traccia venne eseguita almeno in una circostanza dal gruppo, per l'esattezza durante il programma televisivo Rockpalast, trasmesso dall'emittente tedesca WDR.

## Classifiche
Il singolo fu originariamente pubblicato nel maggio 1978, ma all'epoca non riuscì a riscuotere molto successo. Venne in seguito ridistribuito nel gennaio 1979, entrando nelle classifiche di mezzo mondo. La canzone raggiunse l'ottavo posto della Official Singles Chart e il quarto nella Billboard Hot 100, permettendo all'album di debutto del gruppo di restare in classifica per oltre un anno.

## Esecuzioni dal vivo
Esistono molte versioni di Sultans of Swing, eseguite dai Dire Straits nei loro numerosi live, nei quali la band, generalmente, aggiunge alla parte finale del brano una sezione strumentale comprensiva di tastiera e caratterizzata da una batteria che ricopre un ruolo di primo piano. Per la parte iniziale, invece, i Dire Straits si concedono variazioni (fra cui brevi assolo e fill), pur lasciando intatta la struttura principale.
Degna di nota è la versione suonata all'Hammersmith Odeon di Londra (contenuta nel loro primo album dal vivo, Alchemy: Dire Straits Live).

## Tracce
7"
Testi e musiche di Mark Knopfler.
1. Sultans of Swing – 5:48
2. Eastbound Train – 4:25

Durata totale: 10:13

## Formazione
- Mark Knopfler – voce, chitarra solista, chitarra ritmica
- David Knopfler – chitarra ritmica
- John Illsley – basso
- Pick Withers – batteria

## Classifiche
| Classifica (1979-2025) | Posizione massima |
| ---------------------- | ----------------- |
| Australia              | 6                 |
| Belgio (Fiandre)       | 14                |
| Canada                 | 4                 |
| Francia                | 22                |
| Germania               | 20                |
| Grecia                 | 80                |
| Irlanda                | 6                 |
| Italia                 | 12                |
| Norvegia               | 85                |
| Nuova Zelanda          | 12                |
| Paesi Bassi            | 11                |
| Regno Unito            | 8                 |
| Stati Uniti            | 4                 |